# Sabuk-eup
Sabuk-eup (koreanska: 사북읍) är en köping i Sydkorea. Den ligger i kommunen Jeongseon-gun i provinsen Gangwon, i den nordöstra delen av landet, 170 km öster om huvudstaden Seoul.